# Lijst van straten in Naarden
Dit is een lijst van straten in Naarden in de Nederlandse provincie Noord-Holland met hun oorsprong/betekenis. Voor 1918 waren in de vesting meer straatnamen dan nu. Ieder huizenblok tussen twee dwarsstraten had een eigen straatnaam.

## A
- Aalscholverstraat - aalscholver, vogelsoort
- Abraham Crijnssenstraat - Abraham Crijnssen (Vlissingen – Paramaribo, 1 februari 1669) was een Nederlands commandeur. Tijdens de Tweede Engelse Oorlog veroverde hij Suriname op de Engelsen.
- Abri -
- Adriaan Dortsmanplein - Adriaan Dortsman (1635–1682) is bekend geworden als architect en aanhanger van de classicistische stijl.
- Albert Grootlaan -
- Albertine Agneslaan - Albertine Agnes van Nassau (Den Haag, 9 april 1634 — Oranjewoud, Friesland, 24 mei 1696), was de vijfde dochter van stadhouder Frederik Hendrik en Amalia van Solms. Mede via haar stamt het huidige Nederlandse koningshuis af van Willem van Oranje.
- Alexanderlaan -
- Amersfoortsestraatweg - richting Amersfoort
- Amsterdamsestraatweg - naar Amsterdam
- Anna Meursstraat - Anna Meurs was dienstmeisje in het logement Sandbergen[1] in 1813/ 1814.
- Anna Paulownalaan - Anna Paulowna van Rusland
- Anna van Burenlaan - Anna van Egmont (Grave, maart 1533 – Breda, 24 maart 1558), gravin van Buren, Lingen en Leerdam; vrouwe van IJsselstein, Borssele, Grave, Cranendonck, Eindhoven, Jaarsveld, Kortgene, Sint-Maartensdijk en Odijk, was de enige dochter van Maximiliaan van Egmont en Françoise de Lannoy[2] en was de eerste echtgenote van Willem van Oranje.

## B
- Bachlaan - Johann Sebastian Bach, componist
- Baljuw - baljuw
- Beethovenlaan - Ludwig van Beethoven, componist
- Beijert - Middeleeuwse ziekenzaal of eetzaal in een gasthuis
- Benjamin van Rooijenstraat - Benjamin van Rooyen, Geurt Schipper en Jan Houtman haalden begin mei 1814 de witte overgavevlag van de Fransen van de toren en vervingen die door de Hollandse vlag. Dit was zeer tegen de zin van de Franse bezetters die toen nog enkele dagen het gezag voerden.[3]
- Bernard Zweerslaan - Bernard Zweers, componist
- Binnenhof -
- Bollelaan -
- Bolwerk -
- Boomgat -
- Brediusweg -
- Burg. J. Visserlaan -
- Burg. Van Hasseltlaan - dr. Bernard Johan Robbert van Hasselt (1806-1864) was van 1840 - 1863 burgemeester
- Burg. Van Wettumweg - Martinus Pieter van Wettum (1867-1936) was van 1920-1935 burgemeester van Naarden voor de Anti-Revolutionaire Partij
- Burg. Wesselingplein - Hendrik Marius Wesseling (1839-1915) was van 1887-1915 burgemeester van Naarden
- Bussummerstraat - staat al vermeld in een stuk uit 1417 over het het Zusterklooster van het Sint Mariaconvent. De naam heeft niets te maken met het nabij gelegen Bussum, maar met de (donder)bussen, de kanonnen die hier aan het eind van de straat op de wallen stonden. Vanaf de 17e eeuw lag op deze plek een stadsboerderij, die in 1967 is afgebroken. Deze boerderij was een van de weinige historische monumenten van vesting Naarden.

## C
- Cattenhagestraat - tot ongeveer 1918 heette het belangrijkste deel van deze straat Vrouwenstraat
- Charlotte de Bourbonlaan - Charlotte de Bourbon
- Chopinlaan - Chopin, componist
- Churchillstraat - Winston Churchill was de Britse staatsman die als premier van 1940 tot 1945 Hitler weerstond en daarmee een beslissende rol in diens ondergang en de geallieerde overwinning heeft gespeeld.
- Comeniuslaan - Jan Amos Comenius (gelatiniseerd als Comenius) (Nivnice, Moravië, 28 maart 1592 – Amsterdam, 15 november 1670) was een Moravische theoloog, filosoof, hervormer, pansofist en pedagoog. Comenius pleitte voor onderwijs van iedereen, zowel voor jongens als meisjes en van alle standen. Hij schreef leerboeken en ontwierp een nieuw schoolsysteem voor Polen, Zweden en Hongaren. Comenius pleitte bij invloedrijke vrienden voor onafhankelijkheid van zijn vaderland maar bleef conservatieve Europeaan met een humanistische kijk
- Cort van der Lindenlaan - Cort van der Linden

## D
- Diaconessenlaan -
- Dirk Tersteeglaan - Dirk Frederik Tersteeg (Amsterdam, 17 februari 1876 - Naarden, 5 december 1942 was tuinarchitect, vanaf 1899 gevestigd als kweker in Naarden
- Dobbestraat - verzetsstrijder uit de Tweede Wereldoorlog
- Dr Anthon van der Horstlaan - Anthon van der Horst (Amsterdam, 20 juni 1899 - Hilversum, 7 maart 1965) was een vooraanstaand Nederlands organist, dirigent en componist.
- Driftweg -
- Drossaard - Landdrost, voormalig Nederlands bestuursambtenaar
- Dubelaarstraat - verzetsstrijder uit de Tweede Wereldoorlog

## E
- Energiestraat -
- Ernst Casimirlaan -
- Evert de Bruijnstraat -

## F
- Fazantweg - fazant, vogelsoort
- Ferdinand Bollaan - Ferdinand Bol, schilder
- Flevolaan -
- Floris Voslaan - Flos Vos was eigenaar van de Hofstede Oud Bussem. Aldaar stichtte hij een Modelboerderij
- Frans Halslaan - Frans Hals, schilder
- Franse Pad -

## G
- Galerij -
- Gansoordstraat - woningen aan de Gansoordstraat 17 t/m 27 zijn omstreeks 1886 gebouwd in opdracht van het bestuur van de Joodse Synagoge van Naarden. Tot 1964 bleven deze eigendom van de Joodse Gemeente.
- Generaal Kraijenhoffstraat - Cornelis Rudolphus Theodorus Krayenhoff (Nijmegen, 2 juni 1758 - aldaar, 24 november 1840) was een Nederlands natuurkundige, arts, generaal, waterbouwkundige, cartograaf en tegen wil en dank korte tijd Nederlands minister van Oorlog.
- Gerard Doulaan - Gerard Dou, schilder
- Geurt Schipperstraat - Geurt Schipper, Benjamin van Rooyen en Jan Houtman haalden begin mei 1814 de witte overgavevlag van de Fransen van de toren en vervingen die door de Hollandse vlag. Dit was zeer tegen de zin van de Franse bezetters die toen nog enkele dagen het gezag voerden.[3]
- Godelindeweg -
- Goeman Borgesiuslaan - Mr. Hendrik Goeman Borgesius was vooruitstrevend liberaal minister van Binnenlandse Zaken (1897-1901) en voorzitter van de Tweede Kamer gedurende de Eerste Wereldoorlog, tot zijn overlijden in 1917.
- Gooimeer - Gooimeer
- Graaf Adolflaan -
- Graaf Janlaan -
- Graaf Lodewijklaan -
- Graaf Willem de Oudelaan -
- Grenspad -

## H
- Händellaan -
- Hans Bentinckstraat - Johannes Adolf Bentinck, Nederlands militair en Engelandvaarder
- Heemraad -
- Heemskerklaan - Heemskerk
- Hinlopenlaan - Hinlopen was ondernemer in de Walvisvaart die in 1629 Oud Bussem kocht.
- Hoofdgracht -
- Huibert van Eijkenstraat -
- Huizerpoortstraat -
- Huizerstraatweg -

## I
- IJsselmeerweg - IJsselmeer

## J
- J P van Rossumlaan - Jean-Pierre van Rossem (Brugge, 29 mei 1945) is een Belgisch econoom, politicus, zakenman, schrijver en publicist.
- J. van Woensel Kooylaan - Joannes J. van Woensel Kooy (Amsterdam, 20 maart 1878 - Huizen, 29 augustus 1903 was een auteur
- Jac. Jurissenplantsoen - Jac. Jurrissen woonde in de houten kwekerswoning aan de Amersfoortsestraatweg vlak bij de driesprong Godelindeweg (toen Galgesteeg) /Amersfoortsestraatweg.
- Jac P Thijssepark - Jac. P. Thijsse
- Jacobus Verhoeflaan - Jacobus Verhoef was weldoener voor het armen- en weeshuis speciaal voor hervormden.
- Jan Houtmanstraat - Jan Houtman, Geurt Schipper en Benjamin van Rooyen haalden begin mei 1814 de witte overgavevlag van de Fransen van de toren en vervingen die door de Hollandse vlag. Dit was zeer tegen de zin van de Franse bezetters die toen nog enkele dagen het gezag voerden.[3]
- Jan Massenstraat -waarschijnlijk gebaseerd op naam van een Mees of Maas, een zoon van de eigenaar van de boerderij in de 17e eeuw. Er staan sinds de 19e eeuw nieuwe woningen.
- Jan Steenlaan - Jan Steen, schilder
- Jan ter Gouwweg - Jan ter Gouw (1814-1894) was kroniekschrijver en dichter
- Jan Toebacklaan -eigenaar van Jan Tabak, het oude hotel dat stond waar het nieuwe staat.
- Jan van Goyenlaan - Jan van Goyen, schilder
- Johan Schimmelstraat -verzetsstrijder tweede wereldoorlog.
- Johan Schoonderbeeklaan - Johan Schoonderbeek (1874-1927) was organist, dirigent, oprichter van de Nederlandse Bachvereniging
- Johan Willem Frisolaan -
- Juliana van Stolberglaan - Juliana van Stolberg
- Julianalaan -

## K
- Kapitein C. A. Meijerweg - Carel Adriaan Jan Meijer ('s-Hertogenbosch, 7 maart 1864 - Baarn, 27 september 1927) was een Nederlands officier. Hij was medeoprichter van de Nederlandse Vereniging voor Rode Kruishonden. In 1921 werd hij benoemd tot Ridder der Johanitter Orde.
- Katrepel - nauwe steeg evenwijdig aan de Kloosterstraat. De betekenis is mogelijk 'achterbuurt'. Of mogelijk een verwijzing naar cateracte (sluis) en reep (een grondstuk langs het water) bij Havensluis en de oude haven.
- Katrepel -
- Keizer Ottoweg -
- Keverdijk. Deel van de oude  dijk rond het Naardermeer en genoemd naar de buurtschap Keveren, die niet meer bestaat.
- Kloosterstraat -
- Kobaltstraat -
- Kolonel van Brienenstraat - Kolonel Van Brienen was in Amsterdam betrokken bij de omwenteling van 1813. Zijn buitenplaats/lusthof Craaijlo werd door de Franse bezetting bij een van de uitvallen verwoest.
- Kolfbaan -
- Kolonel Falbastraat - Franse officier van het Corps Étrangers met de bijnaam 'de plunderaar van Woerden', tweede man van de Fransen tijdens beleg van Naarden 1813 en 1814. De straatnaam is een kennelijke vergissing: Falba behoorde immers bij de bezettingsmacht.
- Kolonel Michaelstraat - Majoor Kamps, de vesting-commandant van Muiden, postte op 12 mei 1814 met een officier en 30 manschappen bij Naarden om de macht van de Fransen over te nemen.
- Kolonel Palmstraat -
- Kolonel Verveerstraat - Kolonel Verveer onderhandelde in april 1814 tot tweemaal toe namens de belegeraars met de Franse bezetters.
- Koningin Wilhelminalaan -
- Kooltjesbuurt -
- Kuyperlaan -

## L
- Laegieskampweg - Laegieskamp, een natuurgebied ten noorden van de Hilversumse Meent en ten westen van de bebouwde kom van Naarden en Bussum.
- Lambertus Hortensiuslaan - Priester Lambertus Hortensius (1500 - 1574) was van 1544 tot 1572 rector van de Latijnse School in het voormalig klooster in de Kloosterstraat te Naarden.
- Lepelaarstraat - lepelaar, vogelsoort
- Lisztlaan - Franz Liszt, componist
- Louise de Colignylaan - Louise de Coligny

## M
- Mackaylaan -
- Mahlerlaan - Gustav Mahler, (1860-1911), Oostenrijks componist
- Majoor Kampsstraat -
- Maria Louiselaan - Maria Louise van Hessen-Kassel (Kassel, 7 februari 1688 - Leeuwarden, 9 april 1765), bijgenaamd Marijke Meu of Maaike Meu, was de moeder van stadhouder Willem IV en in die hoedanigheid van 1711 - 1731 regentes voor hem. Tevens was zij van 1759-1765 regentes voor haar minderjarige kleinzoon stadhouder Willem V.
- Marktstraat - Het gedeelte tussen de voormalige Korte Havenstraat en de Marktstraat heette Vrouwenstraat.
- Meentweg -
- Meerkade -
- Meerstraat -
- Meerweg -
- Mozartlaan - Wolfgang Amadeus Mozart, componist

## N
- Naardermeer - Naardermeer
- Nagtglaslaan -
- Nesciohof -
- Nieuwe Haven -
- Nikkelstraat -

## O
- Onderwal -
- Oostwalstraat -
- Oud Blaricumerweg - Blaricum
- Oud Huizerweg - Huizen
- Oude Haven - deel van de totale haven dat al vroeg bij het ontstaan van Naarden werd aangelegd.
- Overscheenseweg -

## P
- Pastoorstraat -
- Pater Wijnterlaan -
- Paulus Potterlaan - Paulus Potter, schilder
- Paulus van Loolaan - Paulus van Loo was baljuw en slotvoogd van het Muiderslot. Hij kreeg in 1570 het dubbele schaarrecht op zijn hofstede Oud Bussem.
- Peperstraat -
- Piersonlaan -
- Pijlstraat -
- Plein -
- Prins Willem van Oranjelaan - Willem van Oranje
- Prins Frederik Hendriklaan -
- Prinses Beatrixhof -
- Prinses Irenehof -
- Prinses Margriethof -
- Prinses Marijkehof -

## R
- Raadhuisstraat -
- Redan -
- Regenboogstraat -
- Rembrandtlaan - Rembrandt van Rijn, schilder
- Rijksweg -
- Röelllaan -
- Roelofslaantje -
- Roerdompstraat - roerdomp, vogelsoort
- Rubenslaan -
- Ruysdaelplein - de schildersfamilie Van Ruysdael stamde oorspronkelijk uit Naarden. Zowel Salomon als Izaak Ruysdael werden er geboren.

## S
- Sandtmannlaan - George Ernest August Sandtmann liet in het begin van de 20e eeuw de Sanndtmannlaan aanleggen en bebouwen met houten villa's.
- Schepenen - schepen
- Schout -
- Schubertlaan -
- Sint Annastraat -
- Sint Vitusstraat -beschermheilige van dd katholieken, komt veel voor in de buurt van Elten.
- Smidtstraat -
- Sophialaan -
- Stadhouder Willem II-laan -vrij oorlogszuchtige stadhouder, pleegde een coup en stierf kort daarna, Willem 3 was toen nog niet geboren. Door het gedrag van W2 heeft het tot de Franse inval in 1672 geduurd dat er weer een stadhouder aangenomen werd.

## T
- Ten Boschstraat - Kolonel Van den Bosch trok na het vertrek van de Franse bezetters op 12 mei 1814 Naarden binnen met twee detachementen cavalerie, vrijwillige scherpschutters, vijf bataljons infanterie, vier bataljons van de Amsterdamse schutterij en een afdeling artillerie.
- Tenierslaan -
- Terborchlaan -
- Tets van Goudriaanstraat - Gouverneur van Noord-Holland, staatsraad Van Tets van Goudriaan, deed op 7 mei 1814 zijn intrede in Naarden om in naam van de Souvereine Vorst, de latere Koning Willem I, het burgerlijk bestuur van de stad over te nemen.
- Thesauriër - thesaurier, penningmeester
- Thierenshof - het rijke Thierensgeslacht leverde in de 17e en 18e eeuw vijf generaties achtereen de presidentburgemeester van Naarden.
- Thierensweg - deel van de verbindingsweg Naarden Vesting - Bussum.
- Thorbeckelaan -liberaal staatsman.
- Travers -
- Turfpoortstraat - voor 1939 liep de kortste weg tussen de Vesting en Station Naarden-Bussum vanaf de Turfpoortstraat via het Bastion Turfpoort en de Kippenbrug

## V
- Vaartweg -weg langs de Muider of Amsterdamse trekvaart aan de Keverdijkse zijde.
- Valkeveenselaan - Valkeveen
- Van der Helstlaan - Bartholomeus van der Helst of Bartelt (1613 - 16 december 1670) was een Nederlands kunstschilder uit de Gouden Eeuw.
- Van Dijcklaan -
- Van Halllaan -
- Van Hogendorplaan - het driemanschap Van Hogendorp, Van der Duyn van Maasdam en Van Limburg Stirum liet na het vertrek van de Fransen in november 1813 uit Den Haag, al de Oranjevlag hijsen en stichtte een Voorlopig Bewind in naam van de Prins van Oranje.
- Van Houtenlaan -
- Van Lijndenlaan -
- Van Limburg Stirumlaan - het driemanschap Van Limburg Stirum, Van Hogendorp en Van der Duyn van Maasdam liet na het vertrek van de Fransen in november 1813 uit Den Haag, al de Oranjevlag hijsen en stichtte een Voorlopig Bewind in naam van de Prins van Oranje.
- Van Ostadelaan -
- Van Tienhovenlaan - Pieter van Tienhoven (1875-1953), assuradeur en medeoprichter Vereniging Natuurmonumenten
- Van der Duyn van Maasdamlaan - het driemanschap Van der Duyn van Maasdam, Van Hogendorp en Van Limburg Stirum liet na het vertrek van de Fransen in november 1813 uit Den Haag, al de Oranjevlag hijsen en stichtte een Voorlopig Bewind in naam van de Prins van Oranje.
- Van Woensel Kooylaan - Joannes van Woensel Kooy liet de modelboerderij melkerij 'Hofstede Oud Bussem' bouwen, waarop biologische wijze t.b.c. vrije melk zou worden geproduceerd.
- Verdilaan - Giuseppe Verdi, componist
- Verlengde Fortlaan - Vanuit Bussum liep een weg in de richting van de twee fortjes aan de Karnemelksloot. Deze weg is verlengd en loopt nu door tot aan de Karnemelksloot.
- Vermeerlaan - Johannes Vermeer, schilder
- Vierschaar - vierschaar
- Vincent van Goghlaan - Vincent van Gogh, schilder
- Voormeer -
- Vroedschap - vroedschap

## W
- Wagnerlaan -
- Walgang -
- Westwalstraat -straat die aan de westkant van de Vesting loopt vanaf de haven tot aan het Vestingmuseum.
- Wethouder Koniglaan -
- Wevershof -
- Wijdesteeg -
- Wijkplaats -
- Wuijvert -
- Zusterenstraat -
- Zwarteweg - deze weg werd verhard met de (zwarte) sintels van de gasfabriek die hier was.